# Drosophila trichala
Drosophila trichala är en tvåvingeart som beskrevs av Lachaise och Chassagnard 2002. Drosophila trichala ingår i släktet Drosophila och familjen daggflugor.
Artens utbredningsområde är Tanzania.